# خرچنگ‌های ژرفا
خرچنگ‌های ژرفا (نام علمی: Bythograeidae) نام یک تیره از راسته ده‌پایان است.